# Isaac Likekele
Isaac Likekele (Charlotte, 25 febbraio 2000) è un cestista statunitense.

## Carriera

### Nazionale
Nel 2019 ha vinto, con la nazionale Under-19 statunitense, i Mondiali di categoria, disputati in Grecia.

## Palmarès
- Campionato norvegese: 1

Fyllingen Lions: 2023-24